# Белица (област Хасково)
Вижте пояснителната страница за други значения на Белица.
Белѝца е село в Южна България. То се намира в община Любимец, област Хасково.

## Културни и природни забележителности
На 3 км западно от селото, между селата Бисер и Черна могила, отдалече се виждат три големи гористи хълма, известни като „Градището". Средният от тях – „Калето“ е най-високият. Върху него са запазени останки от голяма крепост, опасваща хълма в елипсовидна форма. От двете по-достъпни страни, от север и от юг, са издълбани и по един дълбок ров. Навсякъде личат натрупани ломени камъни от съборените стени. По повърхността се намират обилни фрагменти от раннотракийска (I хил. пр.н.е.), ранновизантийска (V – VI в.) и средновековна (Х – ХIV в.) керамика. В средата на Калето при археологически разкопки през 1986 г. е открита късноантична (VI в.), с баптистерий и средновековна (Х – ХIV в.) черква.
На северния хълм на „Градището“, познат като „Пресвета", са разкрити останки от тракийско селище от 11 – 6 век пр.н.е. В централната му част са открити основи на трикорабна кръстокуполна църква от 5 век или началото на 6 век с размери 11×11 m. В подножието на хълма се намира чешмата „Света Петка“.
Селската църква „Рождество Христово“ е каменна и трикорабна, изградена през 1857 година. Първоначално камбанарията е дървена, а през 1995 година е заменена с нова осемстенна кула на квадратна основа.

## Редовни събития
Сборът на селото се провежда на третия ден на Великден.